# Rudolph Ludwig Hoppe
Rudolf Ludwig Hoppe (auch: Rudolph Ludwig Hoppe und Rudolf Hoppe; * 18. April 1811 in Norden (Ostfriesland); † 26. Februar 1896 in Hannover) war ein deutscher Journalist, Publizist, Historiker und Autor zur Geschichte der Stadt Hannover. Er war einer der ersten, der Geschichtsschreibung in einer erzählenden, gegliederten und bis in seine Gegenwart reichenden Darstellung verfolgte.

## Leben
Rudolph Ludwig Hoppe wurde 1811 während der sogenannten „Franzosenzeit“ in Ostfriesland geboren.
Nach seiner Ausbildung wirkte er zur Zeit des Königreichs Hannover zeitweilig als Amtsauditor, stellte diesen Dienst aber 1839 ein. In den Jahren von 1840 bis 1853 arbeitete er als „Literat“ in der Residenzstadt Hannover, wo er unter anderem 1845 die Geschichte der Stadt Hannover ... niederschrieb, die von einem Künstler illustriert wurde.
Eine aus dem Vormärz erhaltene Akte des Polizeipräsidiums Hannover vom 19. August 1847 vermerkt zu Hoppe:

„... seit dem Jahre 1839 aus dem Dienste getreten, seitdem hier von literarischen Arbeiten sich kümmerlich ernährend, in Trunkenheit und unordentliches Leben versunken, ist in der Nacht auf gestern wegen Obdachlosigkeit verhaftet und das Weitere wegen seiner Bestrafung und Entfernung von hier eingeleitet.“

Nach den Jahren der Deutschen Revolution 1848/1849 arbeitete Hoppe von 1853 bis 1860 als Kaufmann in Varel, möglicherweise auch in Bremen, in und für die Firma Gebrüder Hoppe. Von 1860 bis in sein Todesjahr 1891 schrieb Hoppe als Redakteur des Hannoverschen Tageblatts.
Zumindest zeitweilig wohnte der „Literat“ laut dem Adreßbuch der königlichen Haupt- und Residenzstadt Hannover von 1865 in der Bel Etage der Langestraße 22 in der Calenberger Neustadt.

## Schriften (Auswahl)
- Geschichte der Stadt Hannover ... Mit zwei Ansichten und einem Grundriss. Verlag der Hellwingschen Hofbuchhandlung, Hannover 1845. (Digitalisat über Google-Bücher)
  - Nachdruck der Ausgabe von 1845 (= Beiträge zur Geschichte, Landes- und Volkskunde von Niedersachsen und Bremen. Band 44). v. Hirschheydt, Hannover-Döhren 1975, ISBN 3-7777-0889-5.
- Der zuverlässige Wegweiser durch die Haupt- und Residenzstadt Hannover, ihre Vorstädte und nächsten Umgebungen, sammt einer historischen Einleitung. ein Noth- und Hülfsbuch in alphabetischer Ordnung, für Fremde und Einheimische. P. L. Schlüter, Hannover 1847.

## Hoppestraße
Die posthum zur Zeit der Weimarer Republik 1925 im hannoverschen Stadtteil Kleefeld angelegte Hoppestraße, die von der Berckhusenstraße zur Sievertstraße führt, ehrt den Verfasser der 1845 erschienenen Geschichte der Stadt Hannover seitdem durch ihre Namensgebung.